# 연방 수도 지구

나이지리아 연방 수도 지구의 위치

나이지리아 연방 수도 지구(Nigerian Federal Capital Territory)는 나이지리아의 수도인 아부자를 관할하는 행정 구역으로, 인구는 1,405,201명(2006년 기준), 면적은 9,248km2이다. 1976년 2월 3일 나사라와주와 나이저주, 코기주의 일부를 합병하여 신설되었다. 북쪽과 서쪽으로는 나이저주, 북동쪽으로는 카두나주, 동쪽과 남쪽으로는 나사라와주, 남서쪽으로는 코기주와 접한다.

## 역사
연방 수도 지구는 1976년 법령 제 6호가 공포되면서 만들어졌다. 혼잡해지고 확장의 여지가 거의 없었던 (당시 수도) 라고스의 대체 도시를 찾아야 할 필요성 때문에 생겨났다. (참고로, 새로운 수도로 선택된 지역은 주로 이슬람교도와 기독교인들이 많이 밀집하고 지배적인 민족 집단으로부터 높은 중립성을 가진 과리랜드였다. 이 지구는 나이지리아에서 가장 인구가 적은 지구이다.
1976년 포고령 6호는 연방 정부에 영토 내 토지에 대한 권리를 부여했다. 주민들은 니제르 주의 술레자와 주 영토 외곽의 (나사라와주)뉴카르시와 같은 인근 마을로 이주했다.

## 지리
이 지역은 니제르강과 베누에강이 합류하는 바로 북쪽에 위치해 있다. 이 지구는 서쪽과 북쪽으로 니제르 주, 북동쪽으로 카두나주, 동쪽과 남쪽으로 나사라와주, 남서쪽으로 코기주와 국경을 접하고 있다.
약 7,312km2의 땅을 가지고 있으며, 적당한 기후 조건을 가진 사바나 지역 내에 위치하고 있는 이 지역은 적도 북쪽 위도 8.25에서 9.20 사이, 그리니치 자오선 동쪽 경도 6.45에서 7.39 사이에 위치한 연방 수도 지구는 지리적으로 국가의 중심에 위치한다.

크기가 99.8%의 오순주이다.